# Црква Свете великомученице Недеље у Београду
Црква Свете великомученице Недеље у Београду је српска православна црква смештена у приградском насељу Велики Мокри Луг.

## Света великомученица Недеља
У време христоборних царева Диоклецијана и Mаксимијана, живели су у Aнадолији две побожне старе душе Dоротеј и Jевсевија. Бог им у старости подари дете,ову Свету Недељу коју они обећаше да му посвете.
Родитељи васпитаваху Недељу у хришћанском учењу иврлинама, и тако од детињства Недеља посвети себе Богу, уздржавајући се од свега што раскалашна деца чине. Када одрасте, красна телом и душом, навалише многи просиоци, но она их све одби говорећи да је она себе обручила Христу Господу, и да ништа не жели до само да умре као девојка. Један од тих одбијених просилаца оптужи и Недељу и њене родитеље цару Диоклецијану као хришћане. Цар нареди те мучише родитеље Недељине, и после мука одасла их к управитељу Јусту у град Мелитину, где у мукама за Христа скончаше. Свету Недељу пак посла Диоклецијан у Никомидију к ћесару Максимијану на суд. Саслушавши Недељу и видевши да је тврда и непоколебљива у Христовој вери, Максимијан нареди те је положише по земљи и дуго без милости бише воловским жилама. За то време мученица се мољаше Господу, и то страховито разјари мучитеља Максимијана те викаше на војнике који је мучаху. Тада му Света мученица рече: "Не варај се, Максимијане, никада ме нећеш моћи потчинити својој вољи пошто ми Бог помажe". Света Недеља часно пострада и пресели су у вечну радост Господа свога. Смрт Свете Великомученице Недеље је 289. године н. е., Халкидон, Турска

## О Храму

### Изградња
Када је Рајко Николић, писмом из Канаде, део парцеле бр. 1403, површине од приближно 3.200 m2 поклонио Српској православној цркви ради изградње храма и дома,стекли су се услови да се почне са изградњом цркве у Великом Мокром Лугу.
Дана 21.9.1988. године стекли су се услови да се почне са прикупљањем документације за изградњу храма. Тог дана одржан је збор испред месне заједнице у Великом Мокром Лугу на коме је изнет нови урбанистички план који предвиђа изградњу цркве.
Градња је започета 1990. године. а завршена је 1998. године.
- Пројекат изградње храма израдила је дипл. инж. архитектуре Љубица Бошњак.
- Статичар је дипл. инж. грађевине Бранко Овчарић.
- Освештење темеља-12.12.1992. год.
- Дародавац земљишта: Николић Рајко
- Председник одбора градње: Парох Бранко Ковачевић који је и старешина храма од 1988 године.

Године 2005. у јесен уз добровољни прилог довезена је земља за насипање испред храма (равнање парцеле), која је развучена и посађена је трава.
Настављено је и унутрашње уређење храма.
Године 2010. у октобру урађен је и под у храму. До тада је у храму био асфалт а захваљујући донацији министарства вера од 300000 динара и прилозима господина Драгана Николића и Спире Марковића 20. октобра постављен је овај под од гранитне керамике.
Године 2013. израђена је фасада. Почетак радова на малтерисању и наношењу фасаде је било 9. маја.
Малтерисање је трајало месец дана, а наношење фасаде још недељу дана.
Године 2014. извршено је унутрашње малтерисање храма.
Године 2015. продужено је осликавање храма.
До краја 2016. год. урађен је живопис на преко 50 посто површина зидова.

### Архитектура
Олтарски простор је завршен крајем августа и започети су радови осликавања куполе, чија је висина 17 m, а пречник 5,2 m. Током 2015. год. урађена је цокла гранитном керамиком и лимени део крова око крста (купола).
- Архитекта: Бошњак Љубица
- Димензије цркве
- -дужина 20 м
- -ширина 10,2 м
- -висина 17,9 (без крста)
- -висина крста 4 м
- -укупна висина 21,9 м.

### Живопис
Осликавање храма је започето 2005. године у олтару композицијом Богородица ширшаја. Године 2015. настављен је живопис осликавањем олтара у коме су насликане композиције Нерукотворени образ, Причешће апостола, Тајна вечера и Вазнесење господње. Насликане композиције су у калоти – Христос Пантократор у тамбуру - старозаветни пророци, а испод њих праведници на пандатифима, Четири јеванђелиста, а у лунетима између њих празници: Благовести, Крштење Христово, Распеће и Васкрсење (Бели Анђео).
Од јуна 2016. настављено је осликавање храма.
На ред је дошла јужна апсида.

### Гробови
У порти Цркве Свете Великомученице Недеље је сахрањен свештеник Отац Бранко Ковачевић (7.4.1930—17.7.2009.), оснивач цркве.

### Ризница
Ризница се састоји од купљених и дарованих вредних предмета који се користе у молитвене сврхе, али и за украшавање храма.

### Хор
Хор је постојао у једном краћем периоду око 2000. године док је старешина храма био отац Бранко Ковачевић. Тренутно већи број мирјана/парохијана певају за певницом.

## Галерија
- Црква Свете Великомученице Недеље спољашњи део некада
- Црква Свете Великомученице Недеље постављање крста
- Унутрашњи део цркве
- Поглед са места где пева хор-без живописа
- Поглед са места где пева хор-са живописом
- Унутрашњи део цркве-живопис
- Сахрана
- Изградња цркве споља
- Изградња цркве унутра